# Гомфрена
Гомфре́на (лат. Gomphrena) — род двудольных цветковых растений, включённый в семейство Амарантовые (Amaranthaceae).

## Название
Карл Линней в Species plantarum употребил по отношению к этому роду название Gomphrena, взяв его из работы французского ботаника Жака Далешана (1513—1588). Далешан указал, что растение с таким названием (вероятно, амарант) описывалось в «Естественной истории» Плиния.

## Ботаническое описание
Род представлен однолетними и многолетними травами с прямостоячими или приподнимающимися стеблями. Листья расположены супротивно, сидячие или черешковые, с цельным краем.
Цветки собраны в одиночные головчатые соцветия на концах побегов, окрашены в красные, белые или жёлтые тона. Околоцветник пятидольчатый, с наружной стороны опушённый. Тычинки в количестве 5, со сросшимися в трубку нитями, с одногнёздными пыльниками. Завязь гладкая, приплюснутая. Пестик с двумя рыльцами.
Плод — нераскрывающаяся семянка. Семя гладкое, приплюснутое.

## Ареал
Большая часть видов рода распространена в тропических поясах обоих полушарий. Наибольшее разнообразие видов наблюдается в Южной Америке.
Типовой вид описан по образцам, выращиваемым в Гартекампе.

## Значение и применение
Гомфрена шаровидная интродуцирована во множество регионов мира, выращивается в качестве декоративного растения. В Восточной Азии это растение нередко употребляется в пищу. Некоторые народы используют гомфрену в медицине.

## Таксономия
|  |                                      |  |                                                         |                                                         |                       |  | ещё 10 семейств, в том числе Гвоздичные и Гречишные (согласно Системе APG III) |                                                                   |                                                                   |                                                |
|  |                                      |  |                                                         |                                                         |                       |  |                                                                                |                                                                   |                                                                   | более 100 видов, типовой — Гомфрена шаровидная |
|  |                                      |  |                                                         | порядок Гвоздичноцветные                                |                       |  |                                                                                |                                                                   | род Гомфрена                                                      |                                                |
|  |                                      |  |                                                         | порядок Гвоздичноцветные                                |                       |  |                                                                                |                                                                   | род Гомфрена                                                      |                                                |
|  | отдел Цветковые, или Покрытосеменные |  |                                                         |                                                         | семейство Амарантовые |  |                                                                                |                                                                   |                                                                   |                                                |
|  | отдел Цветковые, или Покрытосеменные |  |                                                         |                                                         |                       |  |                                                                                |                                                                   |                                                                   |                                                |
|  |                                      |  | ещё 58 порядков цветковых растений (по Системе APG III) | ещё 58 порядков цветковых растений (по Системе APG III) |                       |  |                                                                                | ещё более 150 родов, в том числе Амарант, Марь, Солянка и Солерос | ещё более 150 родов, в том числе Амарант, Марь, Солянка и Солерос |                                                |
|  |                                      |  |                                                         | ещё 58 порядков цветковых растений (по Системе APG III) |                       |  |                                                                                |                                                                   | ещё более 150 родов, в том числе Амарант, Марь, Солянка и Солерос |                                                |

### Синонимы
- Amaranthoides Tourn. ex Mill., 1754
- Bragantia Vand., 1771
- Chnoanthus Phil., 1862
- Coluppa Rheede ex Adans., 1763
- Ninanga Raf., 1837
- Schultesia Schrad., 1821, nom. illeg.
- Wadapus Raf., 1837
- Xeraea L. ex Kuntze, 1891

### Виды

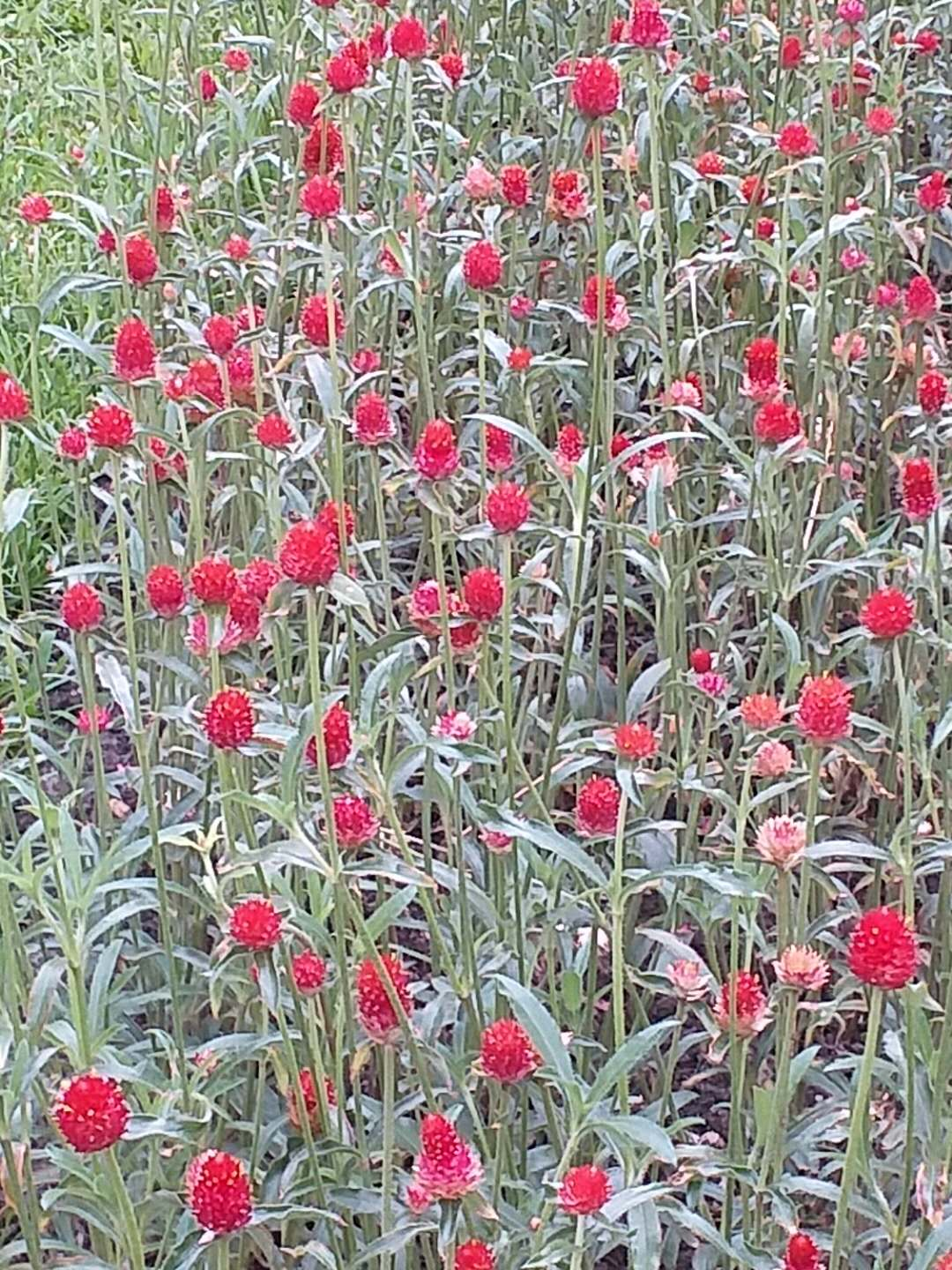
Gomphrena haageana Klotzsch, Национальный музей естественных наук, Тайчжун, Тайвань

Род включает более 100 видов. Некоторые из них:
- Gomphrena angustiflora Mart., 1826
- Gomphrena canescens R.Br., 1810
- Gomphrena celosioides Mart., 1826
- Gomphrena elegans Mart., 1826
- Gomphrena filaginoides M.Martens & Galeotti, 1843
- Gomphrena globosa L., 1753 — Гомфрена шаровидная
- Gomphrena haageana Klotzsch, 1853 — Гомфрена Хаге
- Gomphrena perennis L., 1753
- Gomphrena rupestris Nees, 1821
- Gomphrena serrata L., 1753 — Гомфрена рассеянная